# أوكرانيا لنا - تكتل الدفاع الذاتي
خادم الشعب (بالأوكرانية: Наша Україна — Народна самооборона), حزب سياسي أوكراني تم تسجيل الحزب رسميا في (2001)